# Pedro Antonio de Alarcón

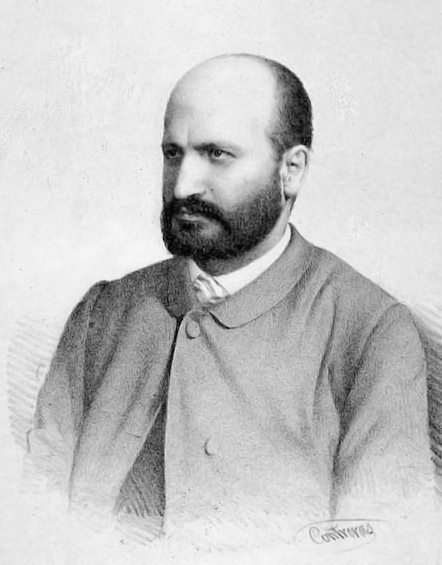
Pedro Antonio de Alarcón

Pedro Antonio de Alarcón y Ariza, (Guadix, Granada, 10 maart 1833 – Madrid, 19 juli 1891) was een Spaans schrijver en dichter. Hij wordt wel gerekend tot het realisme, maar wordt vooral gezien als een overgangsfiguur naar de romantiek.

## Leven
Pedro Antonio de Alarcón stamde uit de verarmde adel. Hij ging naar het seminarie, liep daar weg en begon vervolgens met schrijven, journalistiek werk, maar ook verzen en fictie. Hij sloot zich in Granada aan bij de schrijversgroep “La Cuerda granadina". In 1853 trok hij naar Madrid.
Naast zijn interesse voor de literatuur was Alarcón ook altijd sterk politiek geëngageerd, aanvankelijk extreem liberaal. In Madrid ging hij schrijven voor een schreeuwerig anti-klerikaal en anti-dynastiek blad. Nadat het leven van Alarcón door zijn opponent in een duel gespaard was, kwam hij tot een zekere inkeer. Hij wijdde zich in toenemende mate aan het schrijverschap en zijn politieke overtuiging ontwikkelde zich naar een conservatief katholicisme. In 1861 werd hij volksvertegenwoordiger.
Alarcón maakte als literair schrijver in eerste instantie naam met een ooggetuigenverslag van de oorlog tegen Marokko (Diario de un testigo de la Guerra de África, 1859) en aansluitend met het verslag van een reis naar Italië (De Madrid a Nápoles, 1861). Later schreef hij ook romans, waarvan El escándalo (1875, Nederlands: De aanstoot) en het pikante, romaneske volksverhaal El sombrero de tres picos (1874, Nederlands: De driekante steek) het meest bekend zijn. Alarcón wordt vooral in zijn late werk gezien als de eerste grote Spaanse romanticus, met veel gevoel voor de natuur en een grote verering van Lord Byron. Hij schreef in een pathetische, weinig oorspronkelijke taal, met een voorkeur voor heftige gevoelens en bizarre situaties. Het meest geprezen wordt hij nog steeds om zijn vertelkunst. Diverse van zijn werken zijn later ook verfilmd. Beroemde componisten als Manuel de Falla (ballet), Hugo Wolf en Riccardo Zandonai (opera's) zetten werk van hem op muziek.
Alarcón had altijd veel moeite met kritiek op zijn werk, trok zich mede daarom in 1883 uit het schrijverschap terug en wijdde zich aan zijn groente- en plantentuin. Hij kreeg in 1888 een beroerte en overleed in 1891 te Madrid, op 56-jarige leeftijd.

## Bibliografie

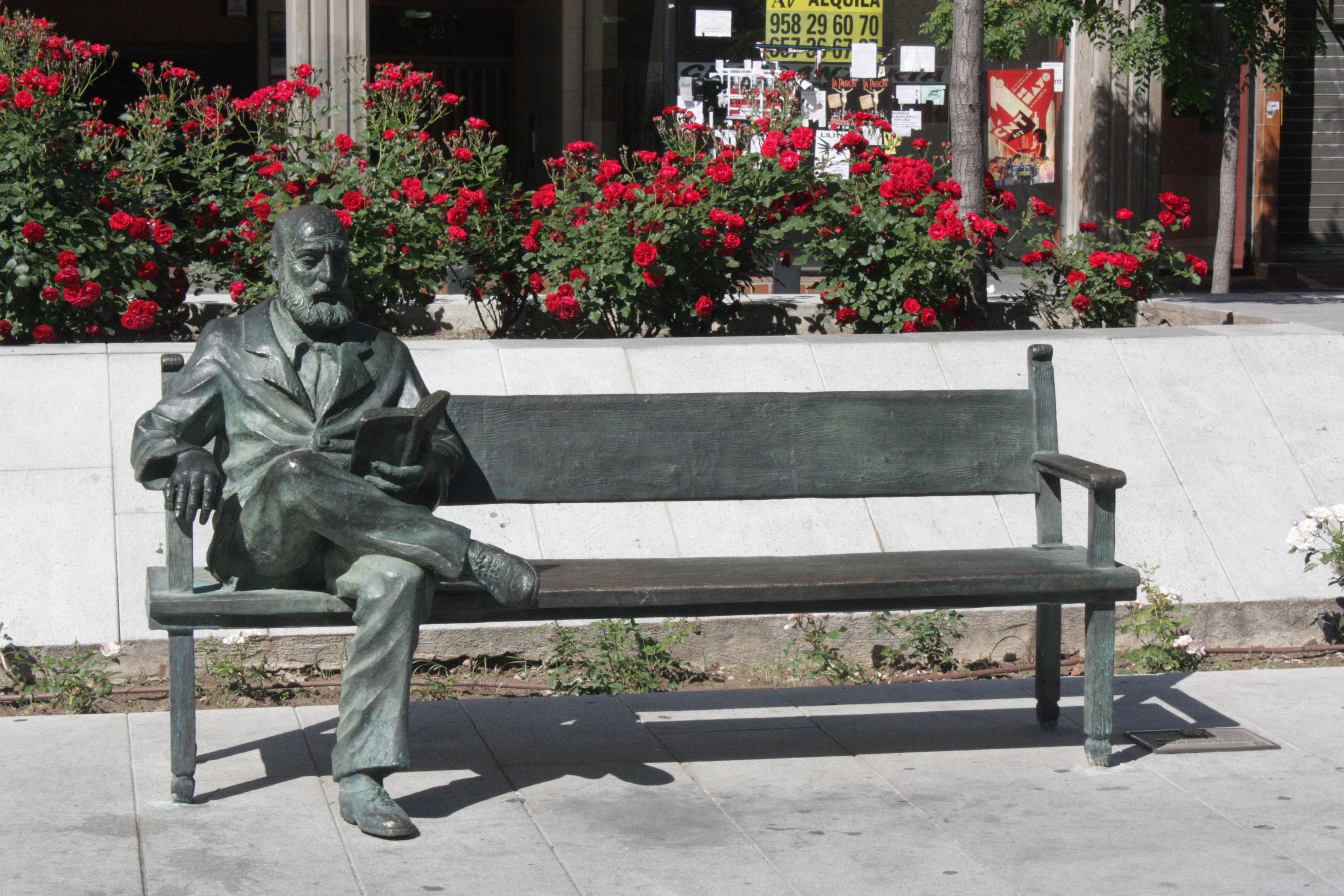
Monument te Granada.